# 霍振江
霍振江（？—1953年1月24日），河北省清苑区人，國防醫學院藥學系第35期學生，台灣白色恐怖時期受難者，因為組織讀書會而被判處死刑。

## 生平
霍振江於1935年在北平就讀高中時，由同學劉寶祥引介加入中國共產黨外圍組織。1947年，霍振江考入國防醫學院藥學系，爾後因國共內戰爆發，隨校撤退至台灣，與中國共產黨聯絡中斷。抵達台灣後，於1950年籌組名為「錶」的讀書會，並與成員在寶藏巖閱讀左派書籍。隨著書籍漸多，後來依內文性質分類成圖書、生活、資料三大類。
1952年，讀書會「錶」遭到破獲，導致多人被逮捕，26人被判刑。霍振江原先被軍法官判處5年有期徒刑、褫奪公權7年，後來判決書送至總統府，時任總統蔣中正以「因曾在中國境內加入共黨外圍組織，閱讀俄國文學等左傾書籍，故判定本人具有顛覆政府之思想」改判死刑。隔年，霍振江被槍決於水源刑場（今國立臺灣大學水源校區）。
家屬若未在三個月前認領遺體，遺體便會做為解剖課使用之遺體。由於霍振江的親屬皆在中國，無人能替他收屍，遺體一度送回母校當成同班同學的解剖教材，此事引起國防醫學院師生反彈，最終由霍振江的老師、同班同學等人奔走下另行火化安葬，此事件導致一名女學生上吊自殺。
「霍振江案」與1950年的「葛仲卿案」對當時的國防醫學院造成嚴重衝擊，兩案牽連人數高達上百人，同校學生亦有多人遭到逮捕。